# Hyde (Hampshire)
Pour les articles homonymes, voir Hyde.
Hyde est un village et une paroisse civile dans la New Forest près de Fordingbridge dans le Hampshire, en Angleterre.

## Vue d'ensemble
La paroisse de Hyde se trouve principalement dans les limites du parc national New Forest.
Il comprend les hameaux de Blissford, Frogham, Furze Hill,  Hungerford, North Gorley, Ogdens, et Stuckton ainsi que des parties des landes de la New Forest, centrées sur le Latchmore Brook à l'est.
La paroisse compte 383 maisons occupées, une école maternelle / élémentaire, une salle des fêtes et deux pubs publics.

## Histoire
Historiquement, Hyde était un hameau appartenant à la paroisse de Fordingbridge. 
La « paroisse ecclésiastique » de Hyde fut formée en 1855 dans une partie de la paroisse de Fordingbridge.
L'église de la Sainte-Ascension fut construite en 1855 ; elle est en briques rouges avec des parements en pierre et se compose du chœur, de la nef, de la sacristie au nord, du porche au sud et de la tourelle occidentale contenant deux cloches.
Le village de Hyde est resté dans la paroisse civile de Fordingbridge, bien que depuis 1868 des terres situées à l'est du village fassent partie d'une paroisse appelée « Ashley Walk », ce qui a duré jusqu'en 1932, quand Ashley Walk a été incorporé dans une paroisse élargie à Fordingbridge.
La paroisse civile de Hyde a été créée en 1979.
L’ancien amiral de la flotte  Peter Hill-Norton a vécu à Hyde pendant sa retraite.